# Miklós Tóth (scriitor)
Miklós Tóth (n. 10 aprilie 1904, Jibou, România – d. 13 noiembrie 1975, Budapesta, Republica Populară Ungară) a fost un scriitor, jurnalist, dramaturg și scenarist maghiar.

## Cariera
S-a născut la Jibou, în Sălaj, în 10 aprilie 1904. A studiat la Cluj și s-a mutat la Budapesta în 1927, unde și-a început cariera ca jurnalist. Prima sa piesă a fost pusă în scenă la începutul anilor 1930, celebrul „Cabaret Pódium” a menținut în program câteva dintre piesele sale. Primul său succes major a fost Talent stradal. Piesa a fost jucată la Teatrul Madách. Mai târziu, a lucrat ca scenarist de film. Pelicula cu cel mai mare succes a fost „Armindeni” (Majális), care a fost turnat în 1941. În 1946, a scris piesa „Trei la purtare” pentru un teatru din București. De asemenea, a scris scenariul unui film TV numit „Bondarul” (Dongó,o comedie polițistă). În anii 1960 și 1970, a fost unul dintre cei mai populari autori maghiari de teatru, cea mai interpretată piesă a sa este „Verigheta din buzunarul vestei”, care a fost adaptată ca piesă de teatru TV în RDG .

## Piese reprezentate pe scenă
- General - (06.08.1943 – Teatrul Național Cluj)
- Vara este frumoasă la Paris... - (22.08.1958 - Scena Teatrului de Grădină)
- Rămâi printre noi - (11.10.1958 – Teatrul de Operetă Capitală) (1960.09.07. – Teatrul Județean Petőfi Pest) (10.01.1965 – Teatrul Național din Szeged)
- Romeo din Balaton – (18.07.1959 – Scena în aer liber a grădinii zoologice)
- Comedianți din Füred - (22.12.1959 – Teatrul Național Miskolc) (22.04.1960 – Teatrul Kisfaludy din Győr) (18.11.1960 – Teatrul Național din Szeged) (17.03.1961 – Teatrul Egri Gárdonyi Géza) (18.05.1962 – Teatrul Jókai județul Békés) (22.03.1963 – Teatrul Național Pécs) (10.03.1969 – Teatrul Kaposvár Csiky Gergely)
- Nu trăim într-o astfel de lume - (10.01.1960 - Teatrul de Stat Déryné) (15.09.1961 – Teatrul Jókai din Komárom)
- Cineva minte - (19.10.1961 – Teatrul de Comedie)
- Mezesmadzag - (14.04.1963 - Teatrul de Stat Déryné)
- Verigheta in buzunarul vestei - (02.02.1964 - State Déryné Theatre) (23.04.1964) – Teatrul Egri Géza Gárdonyi) (11.01.1964 – Teatrul Național Miskolc ) (12.4.1964 – Teatrul Național din Szeged) (12.03.1965 – Teatrul Szigliget din Szolnok) (05.07.1965 – Teatrul Județul Békés Jókai) (05.09.1965 - (02.01.1970) Teatrul Csokonai din Debrețin) (16.04.1973 – Teatrul de Stat Déryné)
- Capetele - (11.05.1966 - Teatrul de Stat Déryné)
- Zgardă de câine - (12.09.1968 - Teatrul de Stat Déryné)
- Petrecere fabuloasă - (10.10.1970 – Teatrul de ciocolată din Debrețin)
- Mirele schimbat – (Elcserélt vőlegény, 10.05.1971 – Teatrul Popular Subotica)
- Lumină albastră - (Kék fény, 14.11.1971 - Teatrul de Stat Déryné)
- Mă urmăresc femeile - (27.05.1994 Teatrul Vesel)

## Filmografie
- Andrei (András, 1941)
- Schimbarea gărzii (Őrségváltás, 1942)
- Fiul Dvs. iubitor, Péter (Szerető fia, Péter 1942)
- Armindeni (Majális, 1943)
- Nu s-a întors un avion (Egy gép nem tért vissza, 1944)